# Arabeskmuziek
Arabesk is muziek met een doorlopende en repeterende muzieklijn, die vooral in het Midden-Oosten wordt beluisterd.
Het is een muziekstijl met een grote invloed van de viool en ook typische instrumenten uit het Midden-Oosten, zoals de darboeka.
Arabesk is ontstaan in de voorsteden van grote steden in het Midden-Oosten en is bekend geworden door artiesten in Turkije zoals Müslüm Gürses, Azer Bülbül, İbrahim Tatlıses, Ferdi Tayfur, Arif Sağ en – hoewel hij het zelf niet zo vindt – de "uitvinder" van de arabeskmuziek Orhan Gencebay. In Arabische landen is de Libanese Fadl Shaker beroemd. In de jaren negentig werd de muziekstijl moderner gemaakt en ontstond er arabeskpop.